# سکورنوواتس
سکورنوواتس (به صربی: Skorenovac) یک منطقهٔ مسکونی در صربستان است که در ناحیه بانات جنوبی واقع شده‌است. سکورنوواتس ۲٬۵۷۴ نفر جمعیت دارد و ۷۳ متر بالاتر از سطح دریا واقع شده‌است.

## خواهرخوانده
شهر کون‌سنت‌میکلوش خواهرخواندهٔ سکورنوواتس هست.